# Neszmély
Neszmély is een plaats (község) en gemeente in het Hongaarse comitaat Komárom-Esztergom. Neszmély telt 1440 inwoners (2001). De plaats is gelegen aan de zuidoever van de Donau die daar gedeeltelijk de noordgrens vormt van Hongarije.
Neszmély is het centrum van de gelijknamige wijnstreek. In de plaats zelf is Hilltop het belangrijkste wijnhuis.

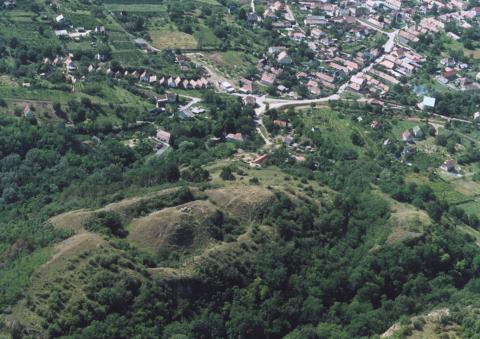
Luchtfoto van Neszmély